# بطارية حرارية

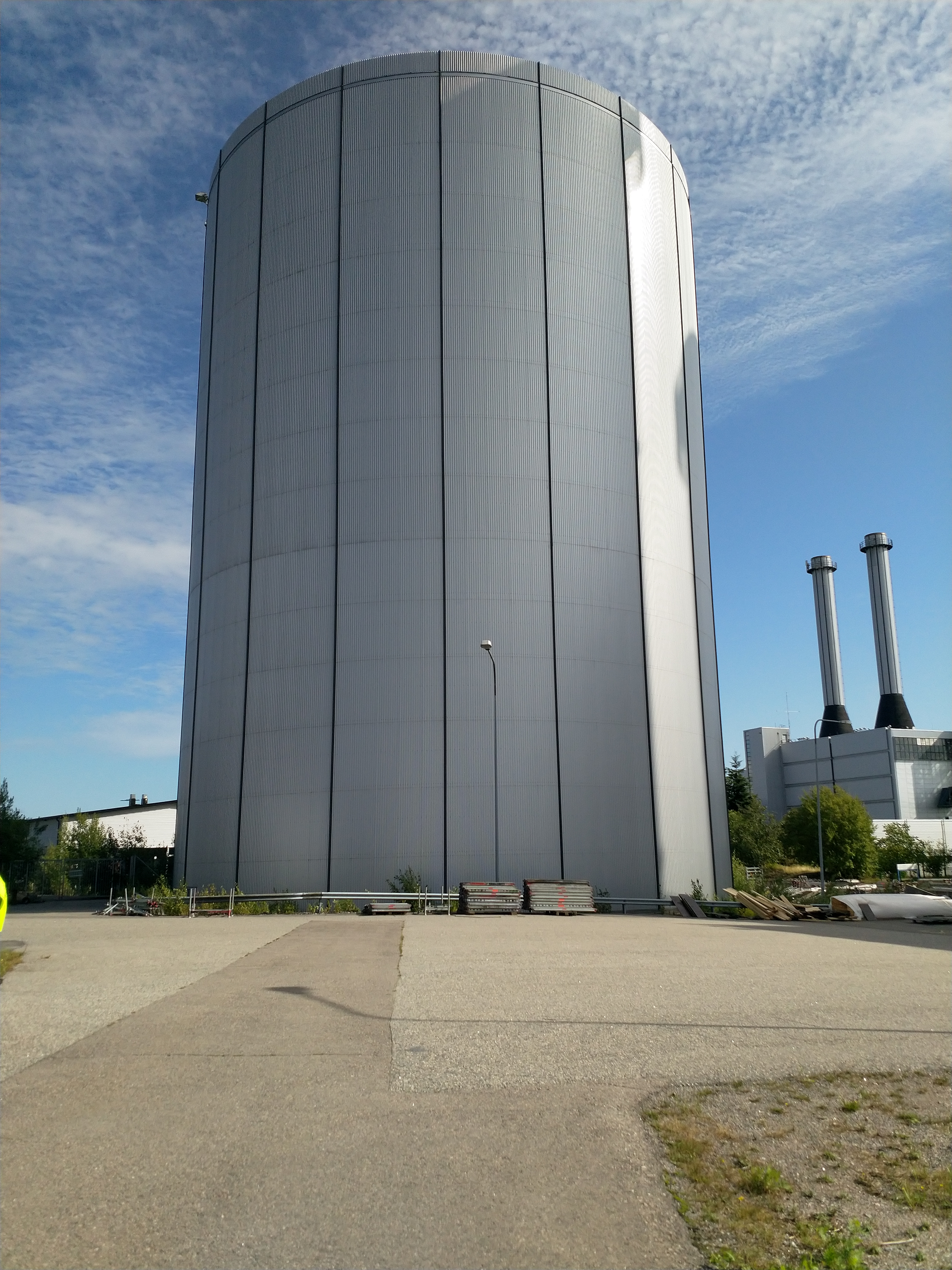
خزان للطاقة الحرارية في محطة كهرباء فوساري

بطارية الطاقة الحرارية تُستخدم لغرض تخزين وإطلاق الطاقة الحرارية - انظر أيضًا تخزين الطاقة الحرارية. تسمح مثل هذه البطارية الحرارية بتخزين الطاقة الزائدة في وقت ما مؤقتًا ثم إطلاقها في وقت آخر. المبادئ الأساسية لعمل البطارية الحرارية تكون على المستوى الذري للمادة، مع إضافة الطاقة أو أخذها من كتلة صلبة أو حجم سائل يؤدي إلى تغير درجة حرارة المادة. تتكون بعض البطاريات الحرارية أيضًا من مبدأ تغير الأطاور حيث تتغير المادة حراريًا من حالة إلي حالة مما يؤدي إلى تخزين المزيد من الطاقة وإطلاقها بسبب المحتوى الحراري دلتا للانصهار أو محتوى دلتا للتبخر .

## تاريخ البطاريات الحرارية
البطاريات الحرارية شائعة جدًا ، وتتضمن أشياء مألوفة مثل زجاجة الماء الساخن . تشمل الأمثلة الأولية للبطاريات الحرارية مواقد الطهي الحجرية والطينية والصخور الموضوعة في الحرائق والأفران. في حين أن المواقد والأفران هي أفران ، فهي أيضًا أنظمة تخزين حراري تعتمد على الاحتفاظ بالحرارة لأطول فترة من الزمن.